# Гавайский хребет
Гавайский хребет — подводный вулканический хребет в Тихом океане, ограничивает Северо-Тихоокеанскую котловину с юго-запада. Наиболее высокие вершины южной части хребта образуют цепь Гавайских островов. Включает в себя самые высокие на Земле действующие вулканы.
Протяжённость — 5000 км. Наибольшая ширина — 750 км. Преобладающие глубины в зоне хребта 2000 — 4000 м. Наименьшая глубина над гребнем — 15 м. Глубина подошвы — 5500 м.
Грунты образованы илом и песчанистым илом.